# Parafia Narodzenia Najświętszej Maryi Panny w Nowogrodzie
Parafia pw. Narodzenia Najświętszej Maryi Panny w Nowogrodzie – rzymskokatolicka parafia należąca do dekanatu Łomża – św. Brunona, diecezji łomżyńskiej, metropolii białostockiej. Siedziba parafii mieści się w Nowogrodzie. 

## Zasięg parafii
Do parafii należą wierni z następujących miejscowości: Nowogród, Baliki, Chmielewo, Dzierzgi, Grądy, Grzymały, Jankowo-Młodzianowo, Jankowo-Skarbowo, Jurki, Mątwica, Morgowniki, Ptaki, Serwatki, Sławiec Dworski, Sławiec, Sulimy i Szablak.

## Historia parafii
Parafia została erygowana w 1409. Fundatorem był książę mazowiecki Janusz.

## Zabytki
Ogrodzenie cmentarza z bramą i 4 nagrobkami o znaczeniu historycznym datowane na 1850 zostały wpisane do rejestru zabytków (wpis nr 370 z 20 kwietnia 1988).

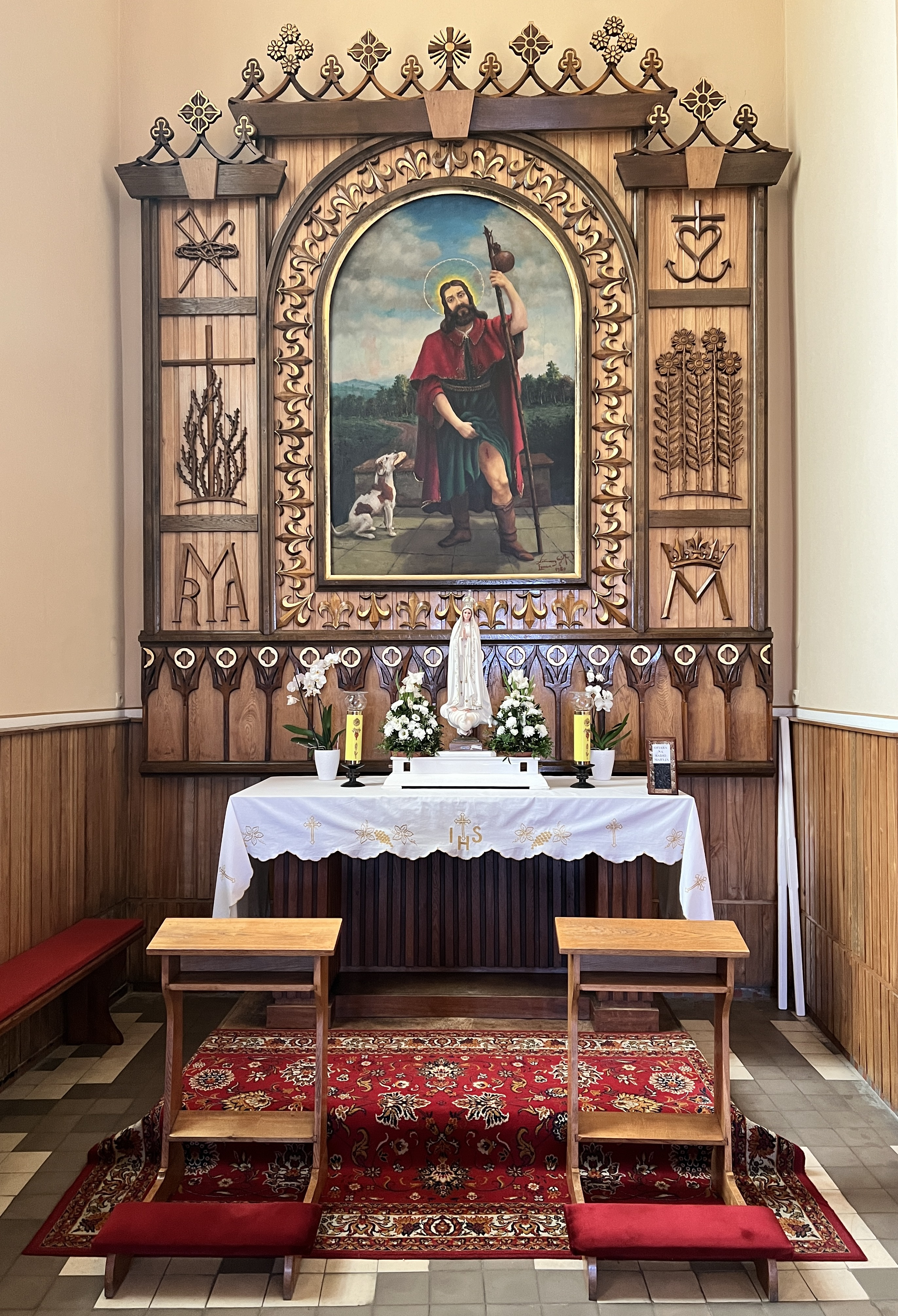
Ołtarz boczny św. Rocha, patrona parafii w Nowogrodzie